# 楠特伊拉福斯
楠特伊拉福斯（法語：Nanteuil-la-Fosse，法語發音：[nɑ̃tœj la fos]）是法国上法蘭西大區埃纳省的一个市镇，属于苏瓦松区。

## 地理
楠特伊拉福斯（49°26'9"N, 3°27'12"E）面积7.36 平方千米，位于法国上法蘭西大區埃纳省，该省份为法国北部内陆省份，北起北部省，西接索姆省和瓦兹省，东临阿登省和马恩省，西南至塞纳-马恩省，东北部与比利时接壤。
与楠特伊拉福斯接壤的市镇（或旧市镇、城区）包括：阿勒芒、埃纳河畔塞勒、希夫尔瓦勒、拉福、马尔日瓦勒、桑西莱舍米诺、弗勒尼。

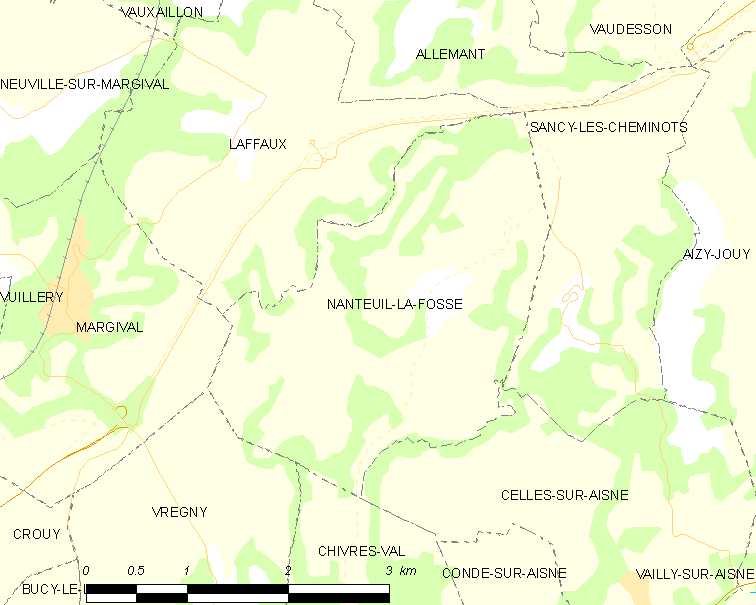
楠特伊拉福斯的OSM定位图

楠特伊拉福斯的时区为UTC+01:00、UTC+02:00（夏令时）。

## 行政
楠特伊拉福斯的邮政编码为02880，INSEE市镇编码为02537。

## 政治
楠特伊拉福斯所属的省级选区为塔德努瓦地区费尔县。

## 人口

1962-2008年间楠特伊拉福斯人口变化图示

楠特伊拉福斯于2022年1月1日时的人口数量为196人。